# صوفيا ديباسيير
صوفيا نيفيس ديباسيير سيبولفيدا (من مواليد 4 مارس 1998 م) هي عارضة أزياء تشيلية وملكة جمال تم تتويجها ملكة جمال الكون في تشيلي 2022. ستمثل تشيلي في ملكة جمال الكون 2022.

## نشأتها
ولدت ونشأ صوفيا في سانتياغو. عاصمة تشيلي ، ثم انتقلت للعيش في ميامي بالولايات المتحدة ، حيث تمثل المجتمع الأجنبي. هي عارضة أزياء محترفة وخبيرة تجميل وممثلة. لم تكن غريبة على عالم مسابقة ملكة الجمال ، فقد شاركت فيملكة جمال كراهقات جنوب فلوريدا 2004 ، حيث منحت ملكة جمال فوتوجينيك.

## روابط خارجية
- صوفيا ديباسيير على إنستغرام